# نهاية الحكم الروماني في بريطانيا

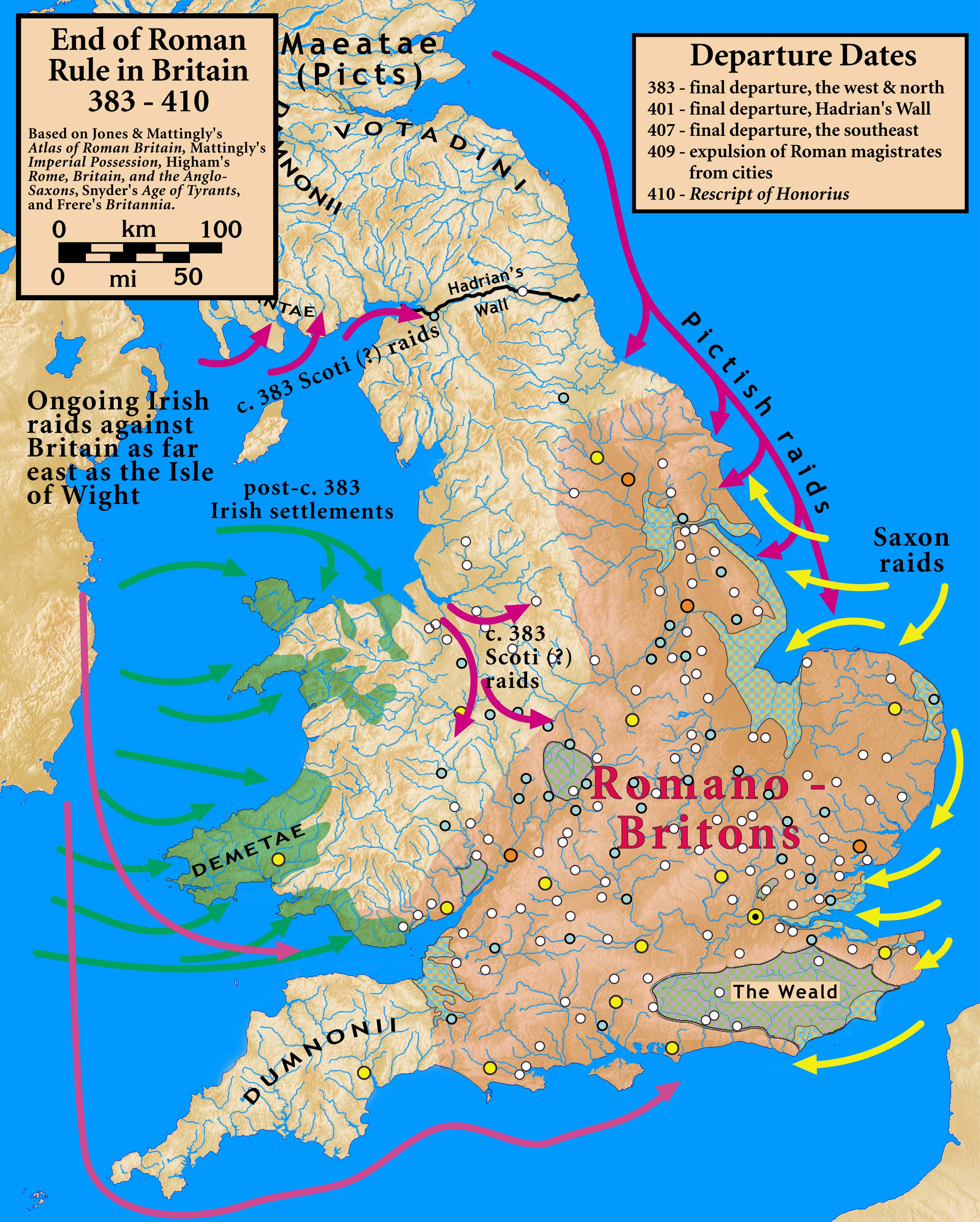

كانت نهاية الحكم الروماني في بريطانيا انتقالًا من بريطانيا الرومانية إلى بريطانيا شبه الرومانية. انتهى الحكم الروماني في أجزاء مختلفة من بريطانيا في أوقات مختلفة، وضمن ظروف مختلفة.
في عام 383، سحب المغتصب ماغنوس مكسيموس قواته من شمال بريطانيا وغربها، وربما ترك أمراء الحرب المحليين في السلطة. في عام 410 تقريبًا، طرد البريطانيون الرومان قضاةَ المغتصب قسطنطين الثالث ردًا على إخفاقاته في تسخير الحامية الرومانية التي انتزعها من بريطانيا لحماية الجزيرة. ردّ الإمبراطور الروماني هونوريوس في مرسوم هونوريوس على المدن الرومانية التي طلبت المساعدة منه بتولّي الدفاع عن نفسها، وهو قبول ضمني بالحكم الذاتي البريطاني المؤقت. كان هونوريوس يخوض حربًا واسعة النطاق في إيطاليا ضد القوط الغربيين بقيادة زعيمهم ألاريك، وكانت روما نفسها تحت الحصار. لم يكن بالإمكان الاستغناء عن أي قوات لحماية بريطانيا البعيدة. من المحتمل أن هونوريوس توقّع استعادة السيطرة على المقاطعات قريبًا، لكن بروكوبيوس أقر بحلول منتصف القرن السادس بأن السيطرة الرومانية على بريتانيا قد فُقدت بالكامل.

## خلفية
بحلول أوائل القرن الخامس، لم يعد بإمكان الإمبراطورية الرومانية الدفاع عن نفسها ضد التمرد الداخلي أو التهديد الخارجي الذي تشكله القبائل الجرمانية المتوسّعة في أوروبا الغربية. أدى هذا الوضع وعواقبه في نهاية المطاف إلى انفصال بريطانيا عن بقية الإمبراطورية بشكل دائم. قدِم الأنغلوسكسونيون إلى جنوب إنجلترا.
في أواخر القرن الرابع، كانت الإمبراطورية تحت سيطرة أفراد من سلالة ضمّت الإمبراطور ثيودوسيوس الأول. حافظت هذه العائلة على السلطة السياسية داخلها وشكلت تحالفات بالتزاوج مع سلالات أخرى، وفي الوقت نفسه شاركت في صراعات داخلية على السلطة وحاربت المنافسين الخارجيين (يطلق عليهم «المغتصبون») الذين يحاولون استبدال سلالة منهم بالسلالة الحاكمة. استنزفت هذه المكائد الداخلية موارد الإمبراطورية العسكرية والمدنية. فُقد الآلاف من الجنود أثناء محاولات القضاء على الانقلابات التي نفّذتها شخصيات مثل فرموس، وماغنوس مكسيموس، ويوجينيوس.
كانت العلاقة التاريخية للإمبراطورية والقبائل الجرمانية عدائية في بعض الأحيان، وفي أحيان أخرى كانت تعاونية، وانتهى بها المطاف لتكون مدمرة، إذ لم يعد بالإمكان منع هذه القبائل من الاضطلاع بدور مهيمن في العلاقة. بحلول أوائل القرن الخامس، سيطرت القوات الجرمانية على القوات العسكرية للإمبراطورية الرومانية الغربية نتيجة للخسائر الفادحة وإيرادات الضرائب المستنفدة، ولعب الألمان الرومان دورًا مهمًا في السياسة الداخلية للإمبراطورية. تمكنت العديد من القبائل الجرمانية وغيرها من القبائل خارج الحدود من استغلال وضع الإمبراطورية الضعيف، سواء كان من أجل التوسع داخل الأراضي الرومانية، أو -في بعض الحالات- لنقل جميع سكانها إلى أراضٍ كانت تعتبَر ذات يوم رومانية بشكل خاص، وبلغت ذروتها بالهجرات الناجحة العديدة التي حدثت منذ عام 406 فصاعدًا. تسبب عبور نهر الراين في إثارة خوف شديد في بريتانيا، إذ كان من الممكن عزلها عن الإمبراطورية بشن الغارات على طريق الاتصال الرئيسي من إيطاليا إلى ترير إلى ساحل القناة الإنجليزية. لكن ما حدث كان أكثر من مجرد غارة أخرى.

## التسلسل الزمني

### 383–388
في عام 383، بدأ الجنرال الروماني ماغنوس مكسيموس، الذي كُلّف آنذاك بمهمات في بريطانيا، محاولته الناجحة في الاستيلاء على السلطة الإمبراطورية بعبور الحدود إلى بلاد الغال مع قواته. قتل الإمبراطورَ الروماني الغربي غراتيان، وحكم بلاد الغال وبريطانيا بصفته قيصرًا (أي بصفة «إمبراطور تابع» في عهد ثيودوسيوس الأول). يُعدّ عام 383 آخر تاريخ للأدلة التي تثبت الوجود الروماني في شمال بريطانيا وغربها، ربما باستثناء مهام القوات في البرج على هليهيد ماونتين في أنغلسي، وفي المواقع الساحلية الغربية مثل لانكستر. ربما بقيت هذه المراكز العسكرية حتى تسعينيات القرن الرابع، لكن وجودها كان ثانويًا، إذ هدفت في المقام الأول إلى وقف هجمات المجموعات من أيرلندا ومحاولاتها في الاستيطان.
عُثر على عملات معدنية يرجع تاريخها إلى ما بعد عام 383 في عمليات التنقيب التي جرت على طول سور هادريان، ما يشير إلى عدم تجريد المنطقة من القوات كليًا كما اعتُقد في السابق، أو إعادة القوات إلى المنطقة سريعًا بمجرد انتصار مكسيموس في بلاد الغال، في حال جرى تجريدها أصلًا. في كتاب على أنقاض بريطانيا وغزوها الذي كُتب في عام 540 تقريبًا، عزا غيلداس خروج القوات وكبار المسؤولين الإداريين من بريطانيا إلى مكسيموس، قائلًا إن مكسيموس لم يغادر مع جميع قواتها فحسب، بل مع جميع جماعاتها المسلحة، وحكامه، وزهرة شبابها، إلى غير رجعة.
استمر السكسونيون، والبيكتيون، وشعب الغايل في أيرلندا بشن الغارات في أواخر القرن الرابع، لكنها زادت في السنوات التي تلت عام 383. أُقيمت أيضًا مستوطنات أيرلندية دائمة وواسعة النطاق على طول سواحل ويلز في ظل ظروف لا تزال غير واضحة. شنّ مكسيموس حملات في بريطانيا ضد كل من البيكتيين وشعب الغايل، مع اختلاف المؤرخين حول ما إذا حدث ذلك في عام 382 أو 384 (أي إن كانت الحملة قبل أو بعد أن أصبح قيصرًا). تروي الأسطورة الويلزية أنه قبل بدء اغتصاب العرش، جهّز مكسيموس لإطار حكومي ودفاعي بديل للمقاطعات المحاصرة. وقيل إن شخصيات مثل كويل هين عُيّنت في مناصب رئيسية لحماية الجزيرة عند غياب مكسيموس. لُفّقت مثل هذه الادعاءات لدعم المطالبات الويلزية بالأراضي والنسب، لذا ينبغي النظر إليها بقليل من الشك.
في عام 388، قاد مكسيموس جيشه عبر جبال الألب إلى إيطاليا في محاولة للاستيلاء على السلطة. فشلت مساعيه عندما هُزم في بانونيا في معركة الحفظ (في كرواتيا الحديثة)، وفي معركة بواتوفيو (في بيتوج في سلوفينيا الحديثة). ثم أعدمه ثيودوسيوس.

### 389–406
بوفاة مكسيموس، استعاد الإمبراطور ثيودوسيوس الأول حكم بريطانيا حتى عام 392، عندما نجح المغتصب يوجينيوس بالاستيلاء على السلطة الإمبراطورية في الإمبراطورية الرومانية الغربية، وبقي مستحوذًا على السلطة حتى عام 394 عندما هزمه ثيودوسيوس وقتله. عندما توفي ثيودوسيوس في عام 395، خلفه ابنه هونوريوس البالغ من العمر 10 أعوام لمنصب الإمبراطور الروماني الغربي. غير أن السلطة الحقيقية للعرش كانت بيد ستيليكو، وهو صهر شقيق ثيودوسيوس وحمو هونوريوس.
أصاب الضعف بريطانيا بسبب الغارات التي شنّها شعب الغايل، والسكسونيون، والبيكتيون. في الفترة ما بين 396 و398، زعم ستيليكو إصدار أوامر بتجهيز حملة ضد البيكتيين، من المحتمل أنها كانت حملة بحرية هدفت إلى القضاء على غاراتهم البحرية على الساحل الشرقي لبريطانيا. ربما أمر أيضًا بشنّ حملات ضد شعب الغايل والسكسونيين في نفس الوقت، ولكن في كلتا الحالتين كانت هذه آخر حملة رومانية في بريطانيا، ولا يوجد أي سجل يوثّق حدوثها.
في عام 401 أو 402 خاض ستيليكو الحروب مع ملك القوط الغربيين ألاريك، وملك القوط الشرقيين راداغايسوس. نظرًا لحاجته إلى التجنيد والتعبئة، جرّد سور هادريان من القوات للمرة الأخيرة. كان عام 402 آخر تاريخ للعملات المعدنية الرومانية التي عُثر عليها بأعداد كبيرة في بريطانيا، ما يشير إلى أن ستيليكو جرّد بريطانيا أيضًا من القوات المتبقية، أو أن الإمبراطورية لم تعد قادرة على تحمّل نفقات الجنود الذين كانوا لا يزالون هناك. في الوقت نفسه، واصل البيكتيون، والسكسونيون، وشعب الغايل غاراتهم التي ربما تمدّدت في نطاقها. في عام 405، على سبيل المثال، يُقال إن نيال ذا الرهائن التسع شنّ غارات على طول الساحل الجنوبي لبريطانيا.